# Kernkrach
Kernkrach ist ein deutsches Plattenlabel mit Sitz in Münster. Kernkrach wurde im Dezember 2002 gegründet. Dahinter stehen Jörg Steinmeyer, Industriekaufmann aus Warendorf, und Heinz Stelte, Redakteur aus Bielefeld. Es gibt eine Reihe von Sublabels.

## Künstler
Nachstehende Künstler werden von Kernkrach sowie durch seine Sublabels F.K.K.-Musik (Förderung Kosmischer Kunst), Herzschnitt, Hühnerschreck Räkotz sowie Herz-Schrittmacher vertreten, oder haben Tonträger bei diesen Labels veröffentlicht. Die Aufzählung ist nicht vollständig.

### Kernkrach
- ADN' Ckrystall
- Agora Phobia*
- AY!
- Charles Lindbergh N.E.V.
- Closedunruh
- Dada Pogrom
- Deadly Nightshades / Guerre Éclair
- Deutsche Anarchisten taumeln benommen einen Schritt zur Seite
- Die Perlen
- Element 104
- Eurocheque
- Fröhliche Eiszeit
- Guyer's Connection
- Hiltrud Hecke
- Hoffnung & Psyche
- Ich
- Kommando Zurueck
- Kühle Matrosen
- Künstler Treu
- Les Invalides
- Monster Apparat
- Nacht'Raum
- Peter Synthetik
- Schwellkörper
- SGRB*
- Sütterlin
- Tata Technikk
- Torpedo Boyz
- Twist Noir

### Hühnerschreck Räkotz
- Kasperle Eingeweckt
- Westend Desaster

### Hertz-Schrittmacher
- Arnaud Lazlaud
- Bloodygrave & Die Lust!
- Brandstifter
- Closedunruh
- Dada Pogrom
- Das M
- Die Zwei ??
- Discodeath
- Epic Dreams
- Gertrud Stein
- Heimcomputer 80
- Human Puppets
- Inox Kapell
- Kassettenfachentstauber
- Mängelexemplar
- Messdiener
- Messieurs Bricolage
- Monster Apparat
- Plexiglas
- QEK Junior
- Rasputeen*
- Ronin
- Sickdoll
- Solitude FX
- Sonnenbrandt
- Soundlego
- Ståltråd
- Wermut
- Rod Droïd